# 島崎千里
島崎 千里（しまざき せんり、1906年（明治39年）3月28日-1981年（昭和56年）12月26日）は、日本の実業家。電通顧問、日本マーケティング協会初代理事長。広告業界の実力者、アイディアマンとして知られ、広告の正常化・近代化に努めた。

## 経歴
鹿児島県熊毛郡南種子村生まれ。1918年（大正7年）仁川尋常小学校卒業、1923年（大正12年）鹿児島県立第二鹿児島中学校 (旧制)卒業、1926年（大正15年）第七高等学校造士館 (旧制)卒業。1929年（昭和4年）に東京帝国大学経済学部を卒業後、イギリスに留学。帰国後、日本生命保険を経て産業經済新聞に入社。戦時中は軍に3度応召され、中支、南支、ビルマ、シンガポールなどの戦線に赴き、韓国で歩兵太尉として終戦を迎える。戦後、部下の面倒をみるため「島物産」を鹿児島に設立。
1948年（昭和23年）、旧制七高の1年先輩である吉田秀雄電通社長の誘いに応じて電通に入社。以降、企画室長、地方部長、営業部長、営業局長を経て、1957年（昭和32年）に常務。1960年（昭和35年）に専務取締役に就任。専務在任中は日本マーケティング協会初代理事長、世界貿易センター常任理事を兼任。1967年（昭和42年）11月に専務を退任し、1968年（昭和43年）6月電通顧問。また、ラジオ日本監査役、グリーンバレー理事長、株式会社ミツワ本舗社長、自身で創設した国際広告研究所の理事長なども務めた。1981年（昭和56年）12月26日、肺腫瘍により逝去。

## 日本版BBB導入に向けて
アメリカとカナダの広告自主規制・改善団体であるBetter Business Bureau（BBB）の日本版導入を提唱していた。 1970年（昭和45年）1月に脳血栓で倒れて半身不随状態に陥いりリハビリに取り組んでいたが、BBB視察団の団長を務め、妻の介助のもと同年5月末から2週間アメリカ各地のBBB事務所を回って視察調査を率いた。11月の報告書巻頭言において「“職業を通じて社会公共に奉仕”することを伝統的に誇りとするアメリカの国民性が、60年の間、地道に積み上げてきたBBB活動を、日本の風土に合った新しい運動として1日も早く誕生せしめたい」と記す。その後も国内で日本版BBBの議論・準備は続けられ、最終的に日本広告審査機構（JARO）として1974年に設立された。